# Jaden Hardy

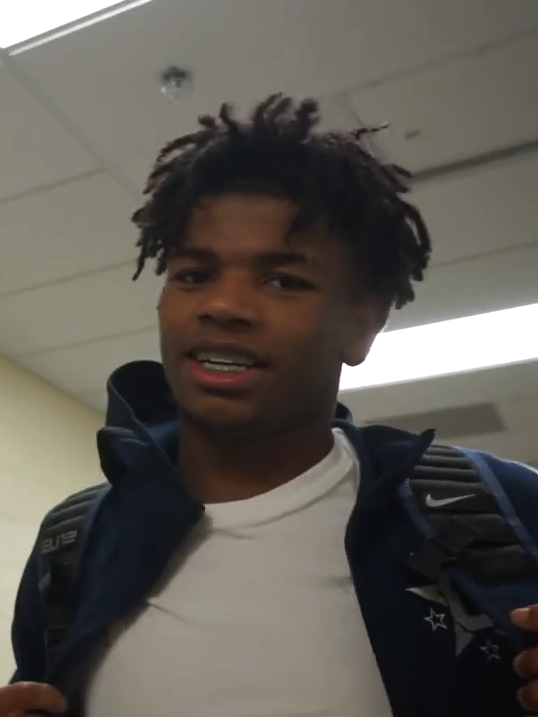
Jaden Hardy, 2019.

Jaden Amere Hardy, född 5 juli 2002 i Detroit i Michigan, är en amerikansk professionell basketspelare (SG) som spelar för Dallas Mavericks i National Basketball Association (NBA).
Han draftades av Sacramento Kings i andra rundan i 2022 års draft som 37:e spelare totalt.